# 约昂·迪尼兹
约昂·迪尼兹（法語：Yohann Diniz，1978年1月1日—）生于埃佩尔奈，是一名法国男子田径运动员，主攻50公里竞走。他于2014年8月15日刷新男子50公里竞走的世界纪录，他也曾在2015年3月8日刷新男子20公里竞走的世界纪录，该纪录保持仅一周后便被日本选手鈴木雄介打破。
迪尼兹曾参加2008年、2012年、2016年三届奥运的50公里竞走项目，其中2008年北京奥运，他因为腹部及腿部的疼痛未能完成比赛；2012年伦敦奥运，他因为在指定供水区域以外的地方接收水瓶而被取消成绩；2016年里约奥运，他在比赛过程中尽管遭遇肠胃问题甚至一度晕倒，最终仍成功完赛，获得第八名。